# Stilpnotia albissima
Stilpnotia albissima är en fjärilsart som beskrevs av George Thomas Bethune-Baker 1911. Stilpnotia albissima ingår i släktet Stilpnotia och familjen tofsspinnare. Inga underarter finns listade i Catalogue of Life.